# Laim und die Zeichen des Todes
Laim und die Zeichen des Todes ist ein deutscher Kriminalfilm von Michael Schneider aus dem Jahr 2017. Es ist der zweite Filmbeitrag der ZDF-Kriminalfilmreihe Laim mit Max Simonischek in der Titelrolle. Die Erstausstrahlung im Deutschen Fernsehen erfolgte am 3. April 2017 als Montagskrimi im ZDF.

## Handlung
Hauptkommissar Lukas Laim und sein Kollege Anton Simhandl ermitteln im Mordfall eines Notars aus Grünwald, dessen lebloser Körper an einem Seil an der Brücke auf der Praterinsel herabhing. Der Tote war Förderer jüdischer Kunst, obwohl er selber kein Jude war und auf seinem Bauch ist das hebräische rote Zeichen für „Vergeltung“ zu lesen. Laim versucht herauszufinden, was es mit der Vergeltung auf sich hat, als wenig später Laims Mutter erpresst wird, indem von ihr 80.000 Euro gefordert werden, damit nicht publik wird, dass Laims Großvater sein Vermögen im Zuge der Arisierung gemacht hat. So etwas war in der damaligen Zeit möglich, weil es Leute gab, die derartige Umverlagerungen von Immobilien und anderen Wertobjekten juristisch absegneten. Einer dieser Menschen war der gerade ermordete Notar Lenders, der in der Zeit des Nationalsozialismus hunderte von Kaufverträgen beglaubigt hatte mit denen der Besitz jüdischer Familien an arische Käufer oder das Reich überging. Mit seiner Unterschrift hatte der Notar bei all diesen Enteignungen mitgewirkt. Somit stellt sich für Laim die Frage nach einem extremistischen Motiv des Täters. Möglicherweise gibt es sogar Verknüpfungen zwischen Laims und Lenders Familie, da auch der Notar solch ein Erpresserschreiben bekommen hatte wie Laims Mutter.
Geschichtsforscher und Privatdozent Kammeyer gibt aktuell Vorlesungen zu Verbrechen der Nazizeit und die Ermittler halten es für möglich, dass einer oder mehrere seiner Studenten so auf die Idee gekommen sein könnten, Geld von den Nutznießern der NS-Zeit zu erpressen. Bei der überwachten Geldübergabe wird, Benjamin Schumacher, einer der Studenten gestellt und festgenommen. Da er aber kein Geld bei sich hatte, fehlt die juristische Handhabe ihn in Haft zu behalten. Inzwischen wendet sich Luisa Wimmer mit einer Anzeige an die Polizei, da auch sie ein Erpresserschreiben bekommen hat. Nachdem sie auf Anraten ihres Mannes aber nicht gezahlt hatte, wird sie nun mit gebrochenem Genick aufgefunden und auch Laims Mutter wird entführt, weil sie bisher nicht auf die Erpressung eingegangen ist. 
Durch ein altes Familienfoto von 1938 eröffnet sich Laim ein mögliches Motiv. Alle vier Personen auf diesem Foto sind direkte Vorfahren der erpressten Personen. So führt die Spur zu Christian Odenthal, der seit dem Freitod seiner Großmutter, die er sehr liebte, auf einem Rachefeldzug ist. Sie hatte es nicht überwunden, dass ihr Mann ihren damaligen Freund hinterrücks erschossen und seine drei Kumpane tatenlos zugesehen hatten.
Laim gelingt es seine Mutter zu befreien, muss dabei aber Odenthal erschießen bevor dieser noch mehr angeblich Schuldige umbringt.

## Hintergrund
Die Dreharbeiten zu Laim und die Zeichen des Todes fanden unter dem Arbeitstitel München Laim – Uriel im Zeitraum vom 10. November 2015 bis zum 14. Dezember 2015 in München und näherer sowie weiterer Umgebung statt.

## Rezeption

### Kritiken
Auf tittelbach.tv urteilte Tilmann P. Gangloff: „Für einen Krimi ist der Film […] nicht spannend genug, aber die ungewöhnliche Geschichte über scheinbar jüdische Vergeltung für erlittenes Unrecht im Dritten Reich ist auch auf einer philosophisch-moralischen Ebene interessant, und die Besetzung veredelt das Ganze.“
Julian Miller meinte bei quotenmeter.de: Eine, bei diesem intensiven Stoff „brutale inhaltliche Vereinfachung lässt diesen Film in gruselige Untertöne fallen. Wie selbstverständlich kokettiert er mit dem Motiv jüdischer Verschwörungen, als wäre es vollständig abwegig, schon allein darin unappetitliche Parallelen zu unappetitlichen Gedanken zu sehen. “
Bei Prisma.de wertete Wilfried Geldner: Mit dem Kriminalfall „schleicht sich da ein alles erklärendes Melodram nachträglich ein. Laim aber trägt wieder schwer an seiner deutschen Familienvergangenheit. Er muss sich als Figur leider immerfort etwas beweisen, statt sich mit seinen sehr brauchbaren Kollegen vom Kommissariat der gründlichen Gegenwartsrecherche hinzugeben.“
Evangelisch.de schrieb: „Wie leben die jeweiligen Enkelgenerationen mit dem Erbe ihrer Vorfahren? Fühlen die einen so etwas wie eine vererbte Mitschuld? Betrachten sich die anderen als Opfer? Und lässt sich Unrecht mit Unrecht vergelten und solchermaßen in Recht verwandeln?“ „Clever sorgt das Drehbuch dafür, dass diese Fragen nicht nur für die Ermittlungen, sondern auch für die Ermittler eine Rolle spielen.“

### Einschaltquoten
Bei der Erstausstrahlung von Laim und die Zeichen des Todes am 3. April 2017 verfolgten in Deutschland insgesamt 5,24 Millionen Zuschauer die Filmhandlung, was einem Marktanteil von 13,7 Prozent für das ZDF entsprach.